# Gunstett
Gunstett [gunʃtɛt] est une commune française située dans la circonscription administrative du Bas-Rhin et, depuis le 1er janvier 2021, dans le territoire de la Collectivité européenne d'Alsace, en région Grand Est.
Cette commune se trouve dans la région historique et culturelle d'Alsace.

## Géographie

### Localisation
Gunstett est située dans la région Alsace, au nord du Bas-Rhin. Ce village est à 5 km de Wœrth et le parc Didiland de Morsbronn-les-Bains est à proximité de la sortie du village.

### Communes limitrophes
Les communes limitrophes sont Morsbronn-les-Bains, Biblisheim, Dieffenbach-lès-Wœrth, Durrenbach, Oberdorf-Spachbach, Surbourg et Wœrth.
| Wœrth               | Oberdorf-Spachbach | Dieffenbach-lès-Wœrth |
| Morsbronn-les-bains | Gunstett           | Surbourg              |
| Durrenbach          |                    | Biblisheim            |

### Géologie et relief
- Le sommet du mont Gunstett.
- Formations géologiques du territoire communal présentes à l'affleurement ou en subsurface.
- Proportion des types de couverture en 2012[2] :
  - Terres arables : 39,6%,
  - Cultures permanentes : : 16,1 %,
  - Forêts : 13,2 %,
  - Zones agricoles hétérogènes : 12,3 %,
  - Zones urbanisées : 6,9 %.

### Sismicité
- Commune située en zone 3 de sismicité modérée[3].

### Hydrographie et les eaux souterraines
Hydrogéologie et climatologie : Système d’information pour la gestion des eaux souterraines du bassin Rhin-Meuse :
Territoire communal : Occupation du sol (Corinne Land Cover); Cours d'eau (BD Carthage),
Géologie : Carte géologique; Coupes géologiques et techniques,
 Hydrogéologie : Masses d'eau souterraine; BD Lisa; Cartes piézométriques.
La commune est dans le bassin versant du Rhin au sein du bassin Rhin-Meuse. Elle est drainée par la Sauer, le ruisseau l'Altbach et le ruisseau le Lindengraben,.
La Sauer, d'une longueur de 64 km, prend sa source dans la commune de Lembach et se jette  dans le Rhin en rive gauche à Munchhausen, après avoir traversé 19 communes. 

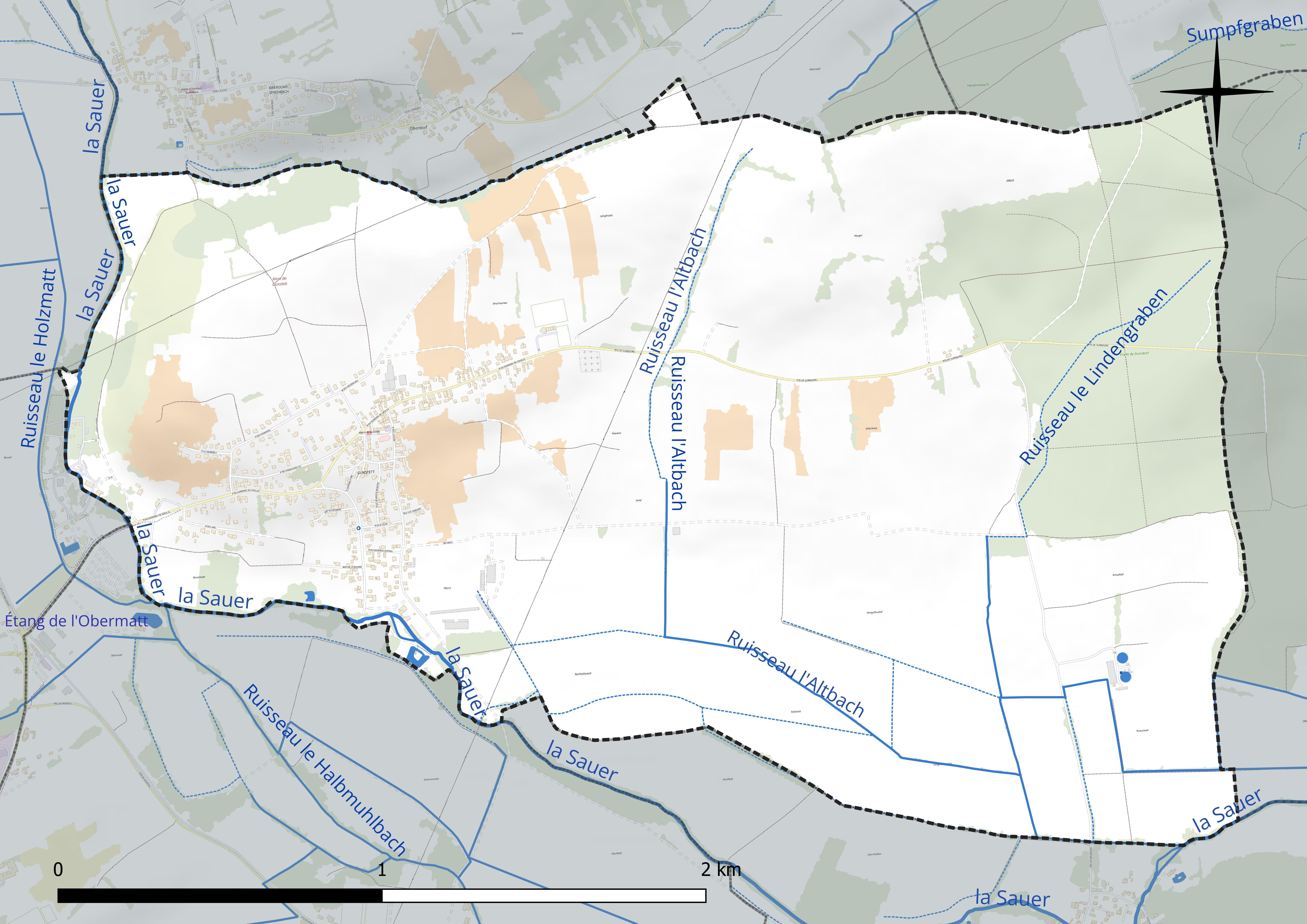
Réseau hydrographique de Gunstett.

### Climat
Pour des articles plus généraux, voir Climat du Grand Est et Climat du Bas-Rhin.
En 2010, le climat de la commune est de type climat des marges montargnardes, selon une étude du Centre national de la recherche scientifique s'appuyant sur une série de données couvrant la période 1971-2000. En 2020, Météo-France publie une typologie des climats de la France métropolitaine dans laquelle la commune est exposée à un climat semi-continental et est dans une zone de transition entre les régions climatiques « Vosges » et « Alsace ». 
Pour la période 1971-2000, la température annuelle moyenne est de 10,6 °C, avec une amplitude thermique annuelle de 17,7 °C. Le cumul annuel moyen de précipitations est de 807 mm, avec 10,7 jours de précipitations en janvier et 10,2 jours en juillet. Pour la période 1991-2020, la température moyenne annuelle observée sur la station météorologique de Météo-France la plus proche, « Preuschdorf », sur la commune de Preuschdorf à 4 km à vol d'oiseau, est de 11,3 °C et le cumul annuel moyen de précipitations est de 834,2 mm. 
La température maximale relevée sur cette station est de 39,8 °C, atteinte le 4 juillet 2015 ; la température minimale est de −19,9 °C, atteinte le 8 janvier 1985,,. 
Les paramètres climatiques de la commune ont été estimés pour le milieu du siècle (2041-2070) selon différents scénarios d'émission de gaz à effet de serre à partir des nouvelles projections climatiques de référence DRIAS-2020. Ils sont consultables sur un site dédié publié par Météo-France en novembre 2022.

## Urbanisme

### Typologie
Au 1er janvier 2024, Gunstett est catégorisée commune rurale à habitat dispersé, selon la nouvelle grille communale de densité à sept niveaux définie par l'Insee en 2022.
Elle est située hors unité urbaine. Par ailleurs la commune fait partie de l'aire d'attraction de Haguenau, dont elle est une commune de la couronne,. Cette aire, qui regroupe 34 communes, est catégorisée dans les aires de 50 000 à moins de 200 000 habitants,.

### Occupation des sols
L'occupation des sols de la commune, telle qu'elle ressort de la base de données européenne d’occupation biophysique des sols Corine Land Cover (CLC), est marquée par l'importance des territoires agricoles (79,9 % en 2018), une proportion identique à celle de 1990 (80 %). La répartition détaillée en 2018 est la suivante : 
Terres arables (39,6 %), cultures permanentes (16,1 %), forêts (13,2 %), zones agricoles hétérogènes (12,3 %), prairies (11,9 %), zones urbanisées (6,9 %). L'évolution de l’occupation des sols de la commune et de ses infrastructures peut être observée sur les différentes représentations cartographiques du territoire : la carte de Cassini (XVIIIe siècle), la carte d'état-major (1820-1866) et les cartes ou photos aériennes de l'IGN pour la période actuelle (1950 à aujourd'hui).

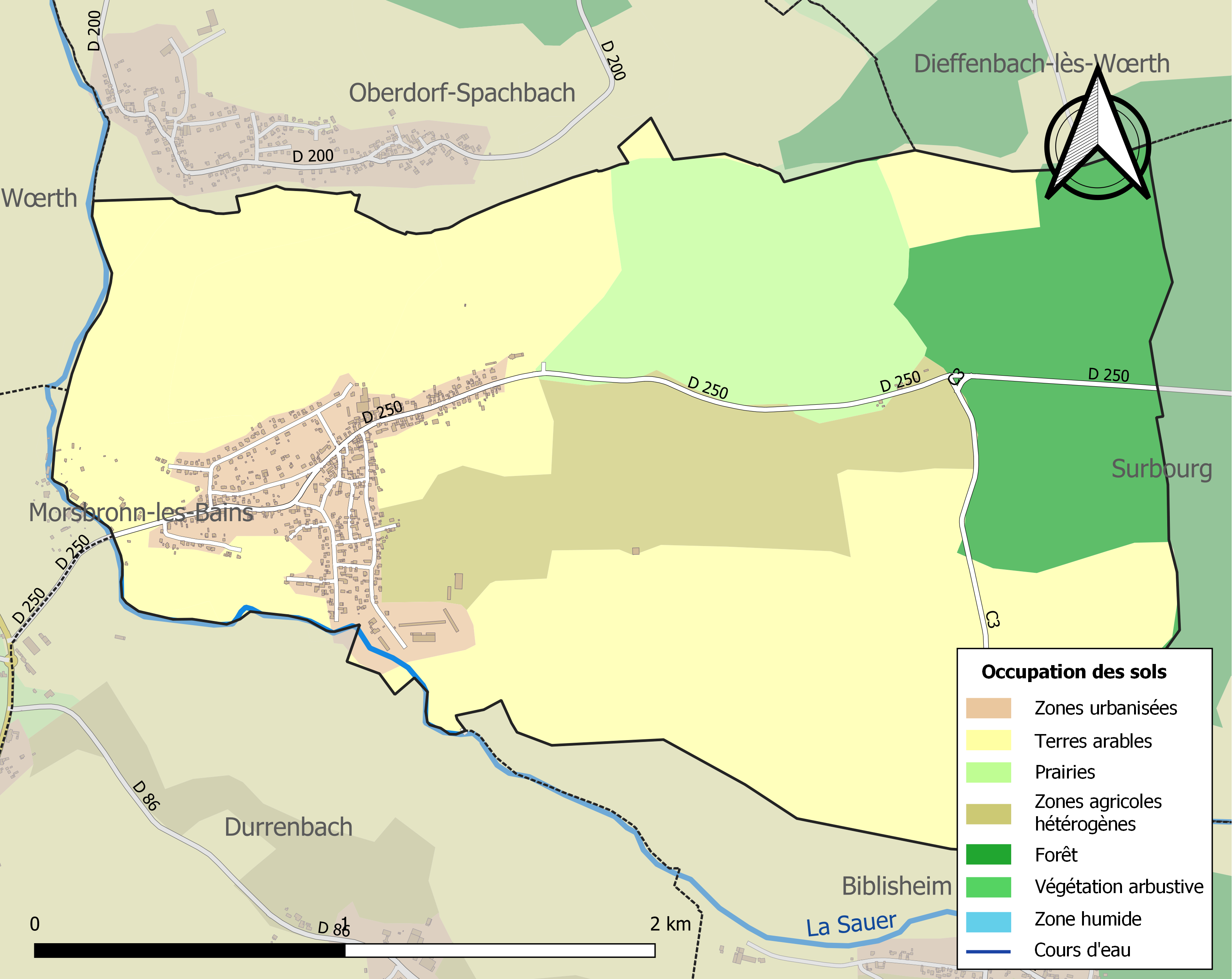
Carte des infrastructures et de l'occupation des sols de la commune en 2018 (CLC).

## Histoire
Sources : 
- Page reichshoffen.free.fr
- Mine dite Carreau Daniel-Mieg

## Politique et administration

### Intercommunalité
Commune membre de la Communauté de communes Sauer-Pechelbronn.

### Enseignement
Établissements d'enseignements :
- École maternelle et primaire[22],[23],
- Collèges à Walbourg, Woerth,
- Lycées à Walbourg, Haguenau.

### Santé
Professionnels et établissements d santé :
- Médecin, kinésithérapeute, pharmacie[24],
- Hôpitaux[25] à Goersdorf, Niederbronn-les-Bains, Haguenau.

### Cultes
- Paroisse catholique, diocèse de Strasbourg[26].

### Budget et fiscalité 2023
En 2023, le budget de la commune était constitué ainsi :
- total des produits de fonctionnement : 416 000 €, soit 645 € par habitant ;
- total des charges de fonctionnement : 388 000 €, soit 602 € par habitant ;
- total des ressources d'investissement : 269 000 €, soit 418 € par habitant ;
- total des emplois d'investissement : 134 000 €, soit 207 € par habitant ;
- endettement : 185 000 €, soit 286 € par habitant.

Avec les taux de fiscalité suivants :
- taxe d'habitation : 13,22 % ;
- taxe foncière sur les propriétés bâties : 29,20 % ;
- taxe foncière sur les propriétés non bâties : 65,38 % ;
- taxe additionnelle à la taxe foncière sur les propriétés non bâties : 0,00 % ;
- cotisation foncière des entreprises : 0,00 %.

Chiffres clés Revenus et pauvreté des ménages en 2021 : médiane en 2021 du revenu disponible, par unité de consommation : 23 080 €.

## Économie

### Entreprises et commerces

#### Agriculture
- Agriculteurs, éleveurs.
- Ancien moulin[29].

#### Tourisme
- Gîtes ruraux[30].
- Maisons d'hôtes.

#### Commerces
- Commerces de proximité.

## Population et société

### Démographie

#### Évolution démographique
L'évolution du nombre d'habitants est connue à travers les recensements de la population effectués dans la commune depuis 1793. Pour les communes de moins de 10 000 habitants, une enquête de recensement portant sur toute la population est réalisée tous les cinq ans, les populations de référence des années intermédiaires étant quant à elles estimées par interpolation ou extrapolation. Pour la commune, le premier recensement exhaustif entrant dans le cadre du nouveau dispositif a été réalisé en 2004.

En 2022, la commune comptait 621 habitants, en évolution de −6,19 % par rapport à 2016 (Bas-Rhin : +3,17 %, France hors Mayotte : +2,11 %).
| 1793 | 1800 | 1806 | 1821 | 1831 | 1836 | 1841 | 1846 | 1851 |
| ---- | ---- | ---- | ---- | ---- | ---- | ---- | ---- | ---- |
| 389  | 657  | 749  | 873  | 928  | 985  | 821  | 783  | 824  |

| 1856 | 1861 | 1866 | 1871 | 1875 | 1880 | 1885 | 1890 | 1895 |
| ---- | ---- | ---- | ---- | ---- | ---- | ---- | ---- | ---- |
| 633  | 671  | 653  | 600  | 581  | 568  | 545  | 504  | 513  |

| 1900 | 1905 | 1910 | 1921 | 1926 | 1931 | 1936 | 1946 | 1954 |
| ---- | ---- | ---- | ---- | ---- | ---- | ---- | ---- | ---- |
| 513  | 538  | 515  | 479  | 500  | 578  | 588  | 551  | 543  |

| 1962 | 1968 | 1975 | 1982 | 1990 | 1999 | 2004 | 2006 | 2009 |
| ---- | ---- | ---- | ---- | ---- | ---- | ---- | ---- | ---- |
| 555  | 552  | 577  | 558  | 631  | 683  | 700  | 688  | 687  |

| 2014 | 2019 | 2022 | - | - | - | - | - | - |
| ---- | ---- | ---- | - | - | - | - | - | - |
| 673  | 641  | 621  | - | - | - | - | - | - |

## Lieux et monuments

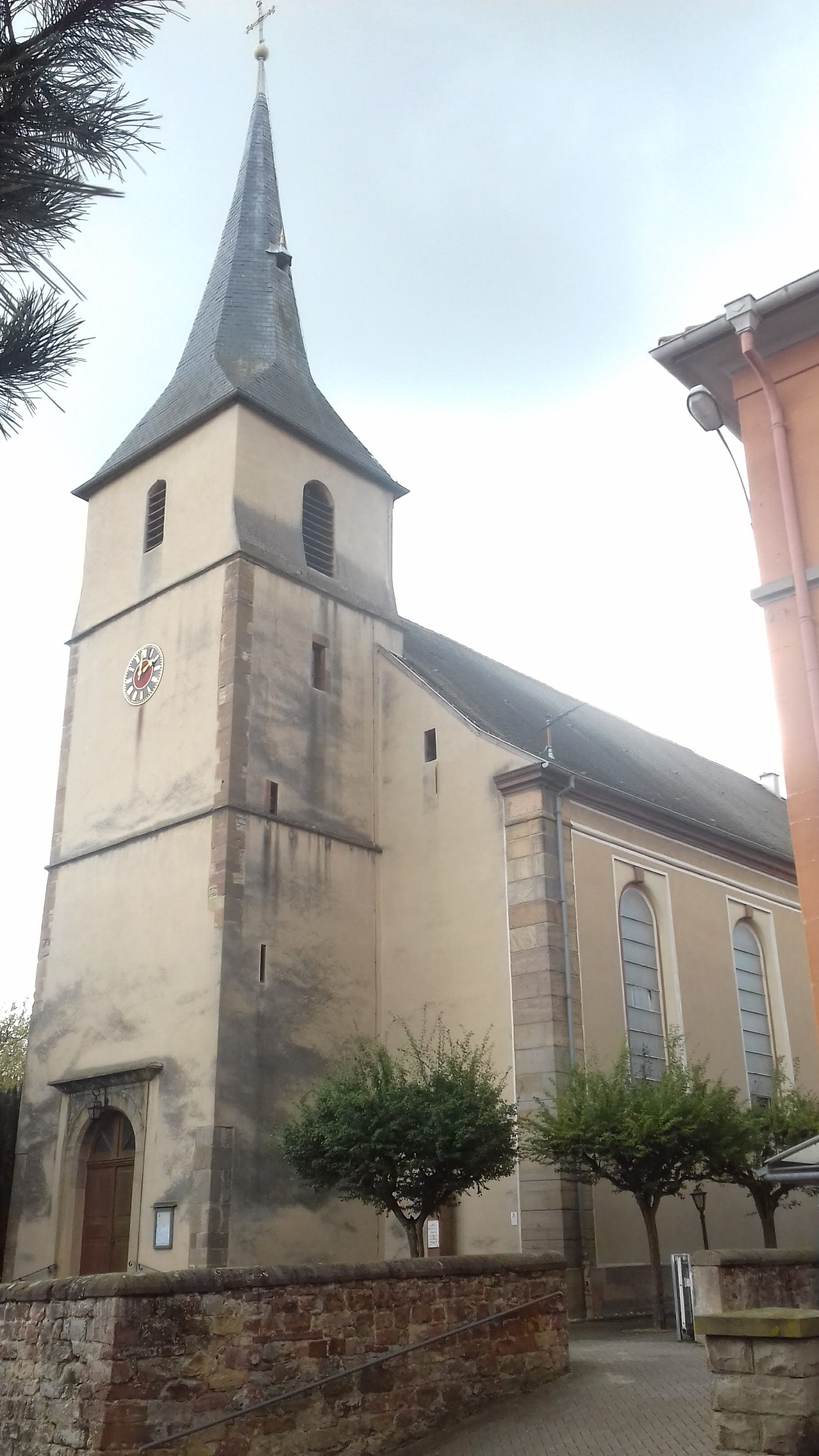
Église Saint-Michel.
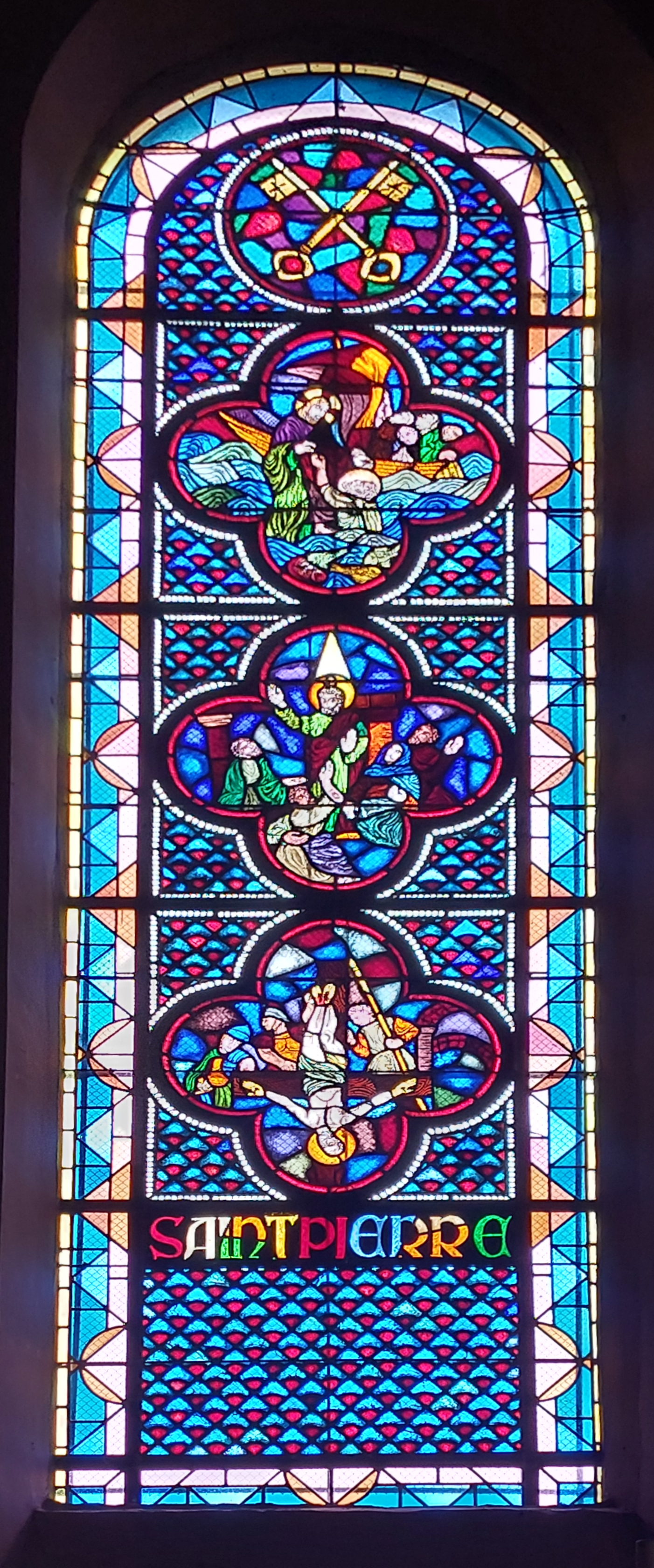
Vitrail du chœur.
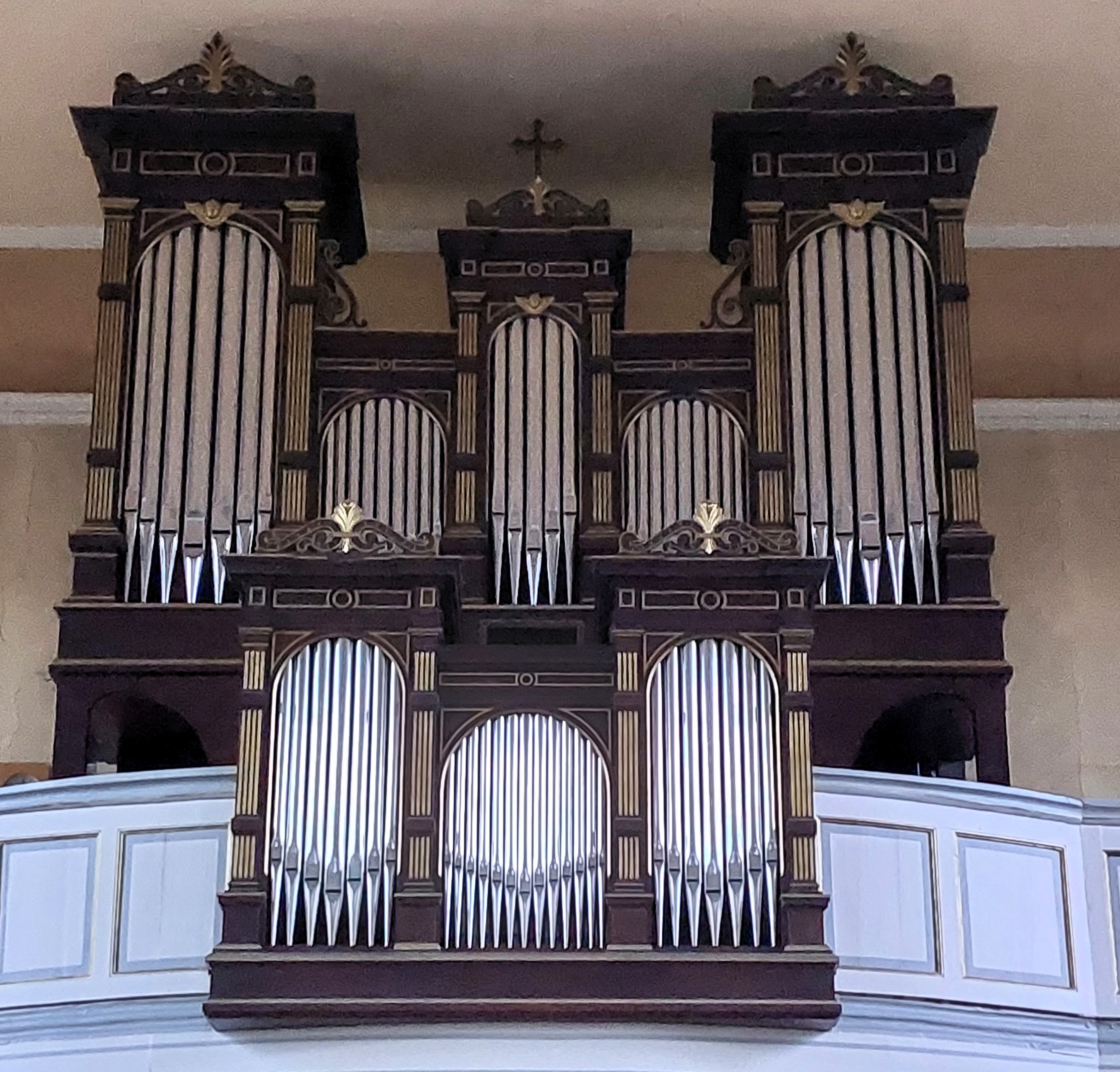
Orgue de l'église Saint-Michel
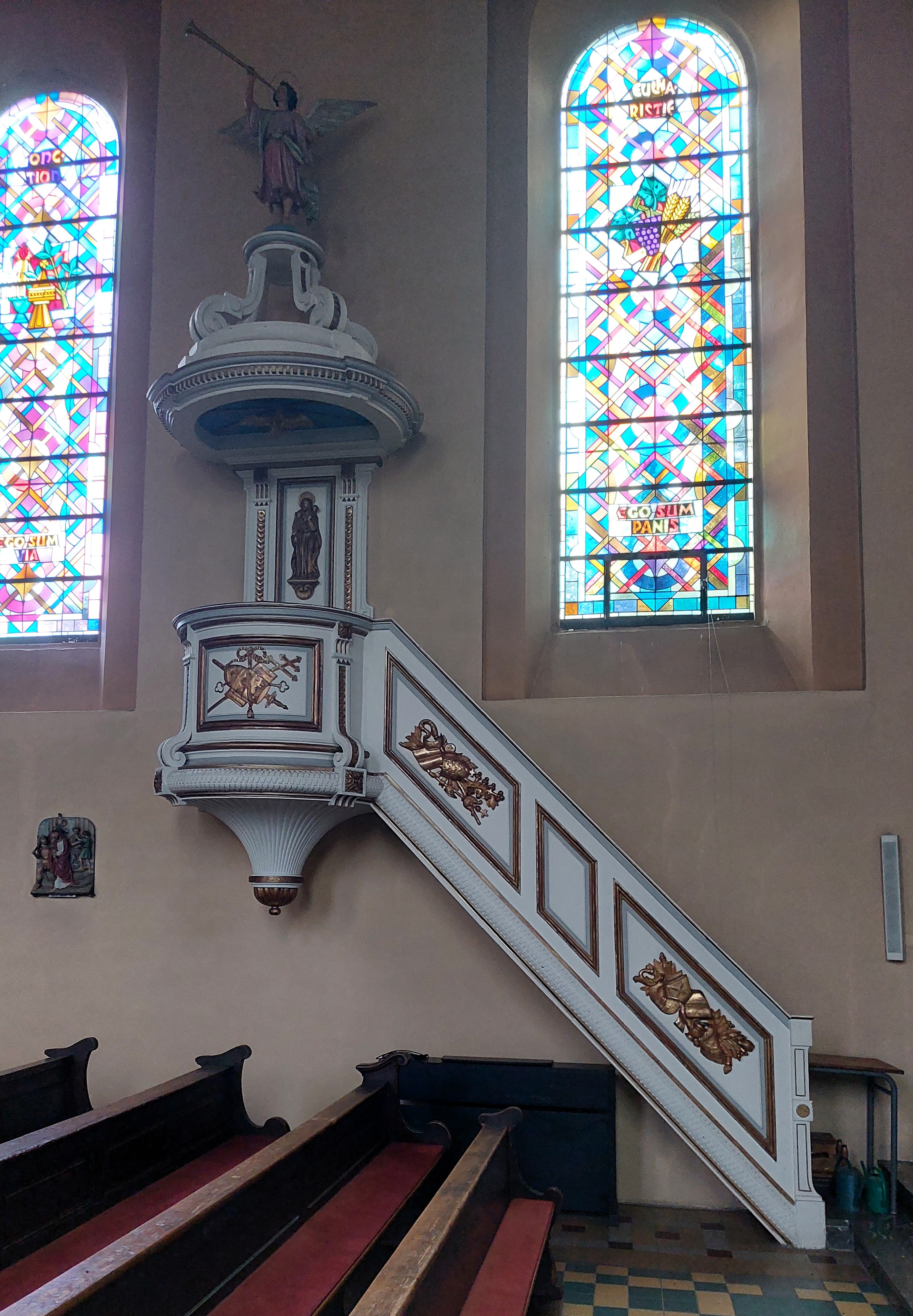
Chaire.
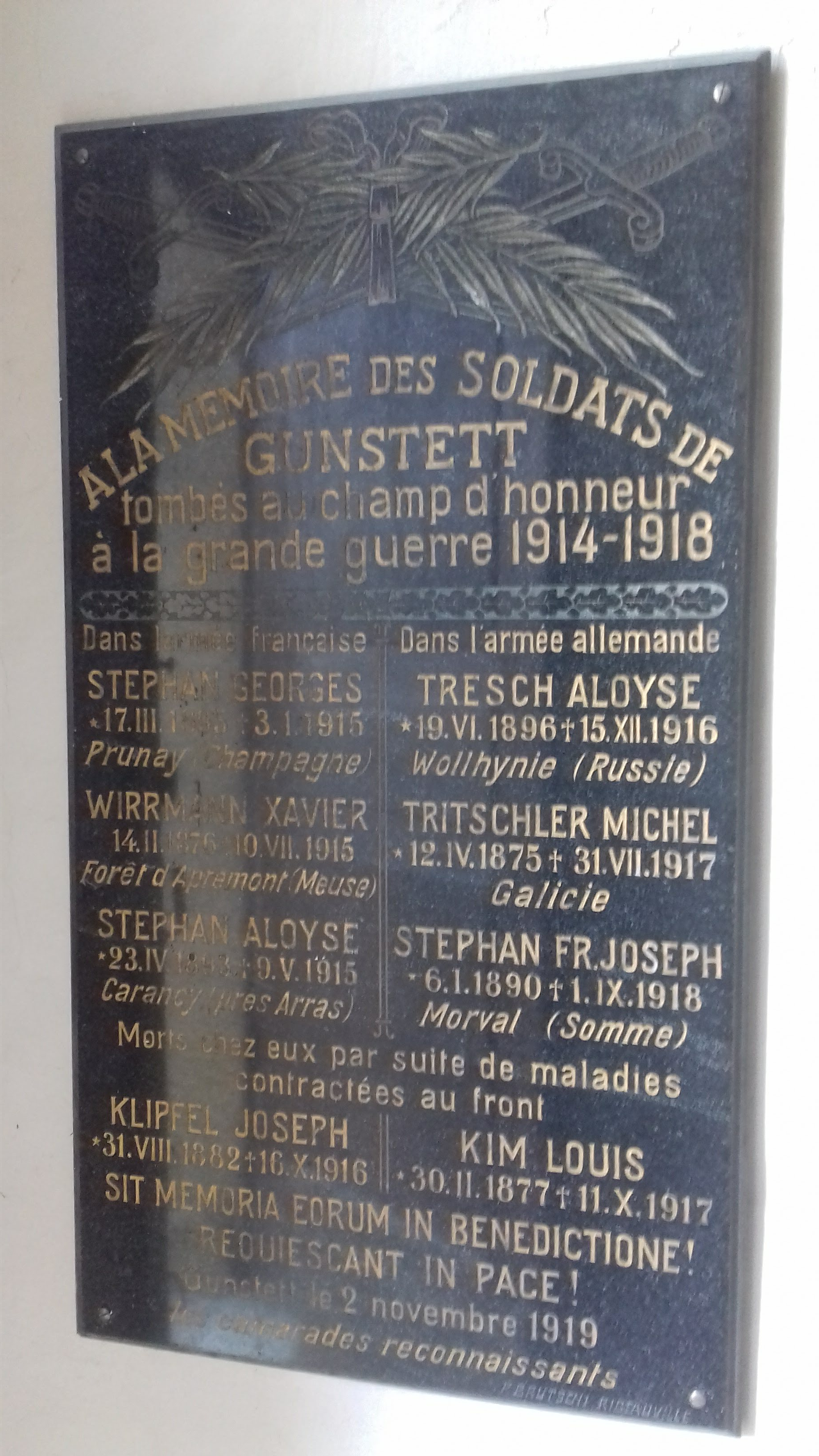
Plaque commémorative.
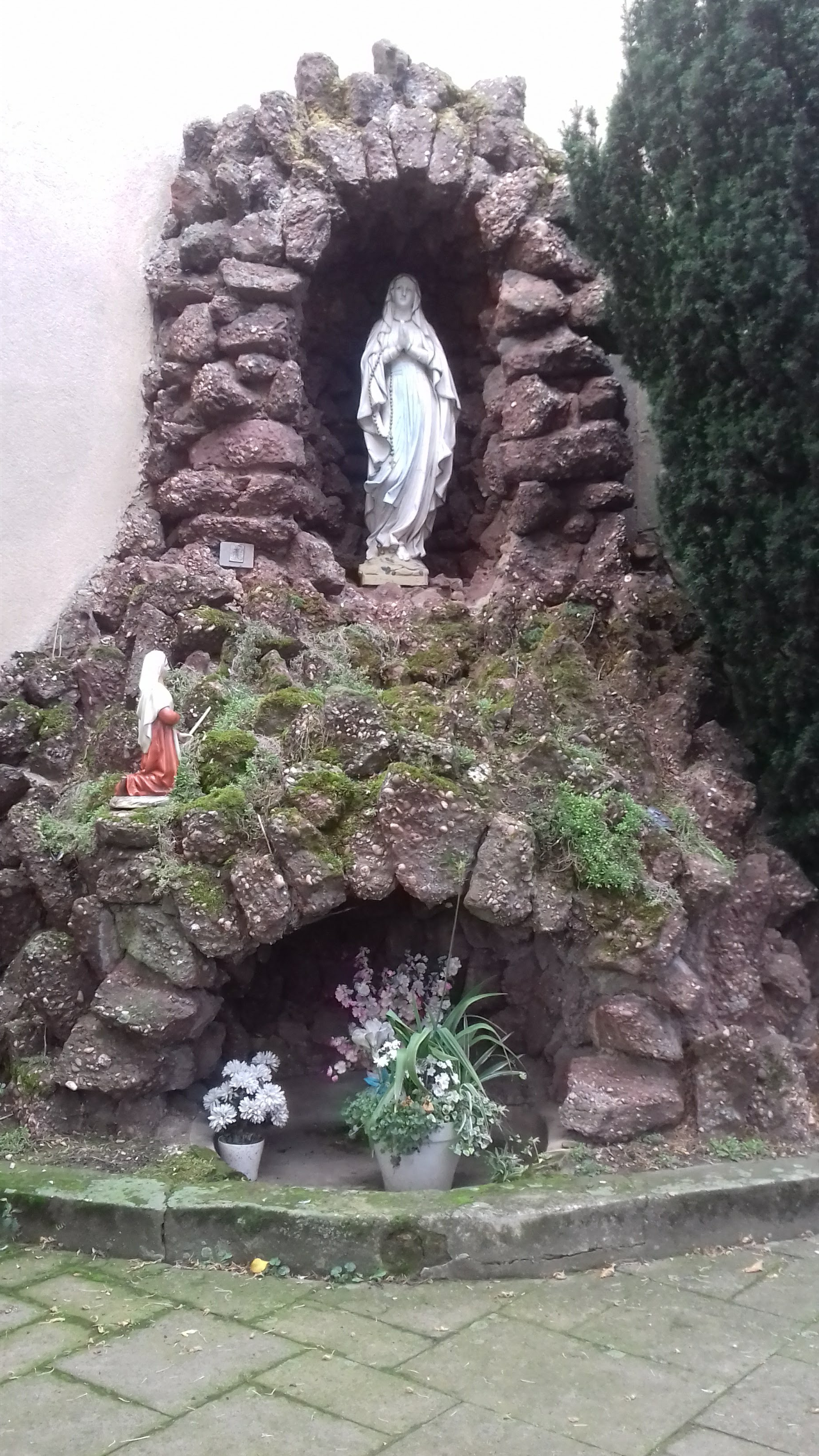
Grotte de lourdes.
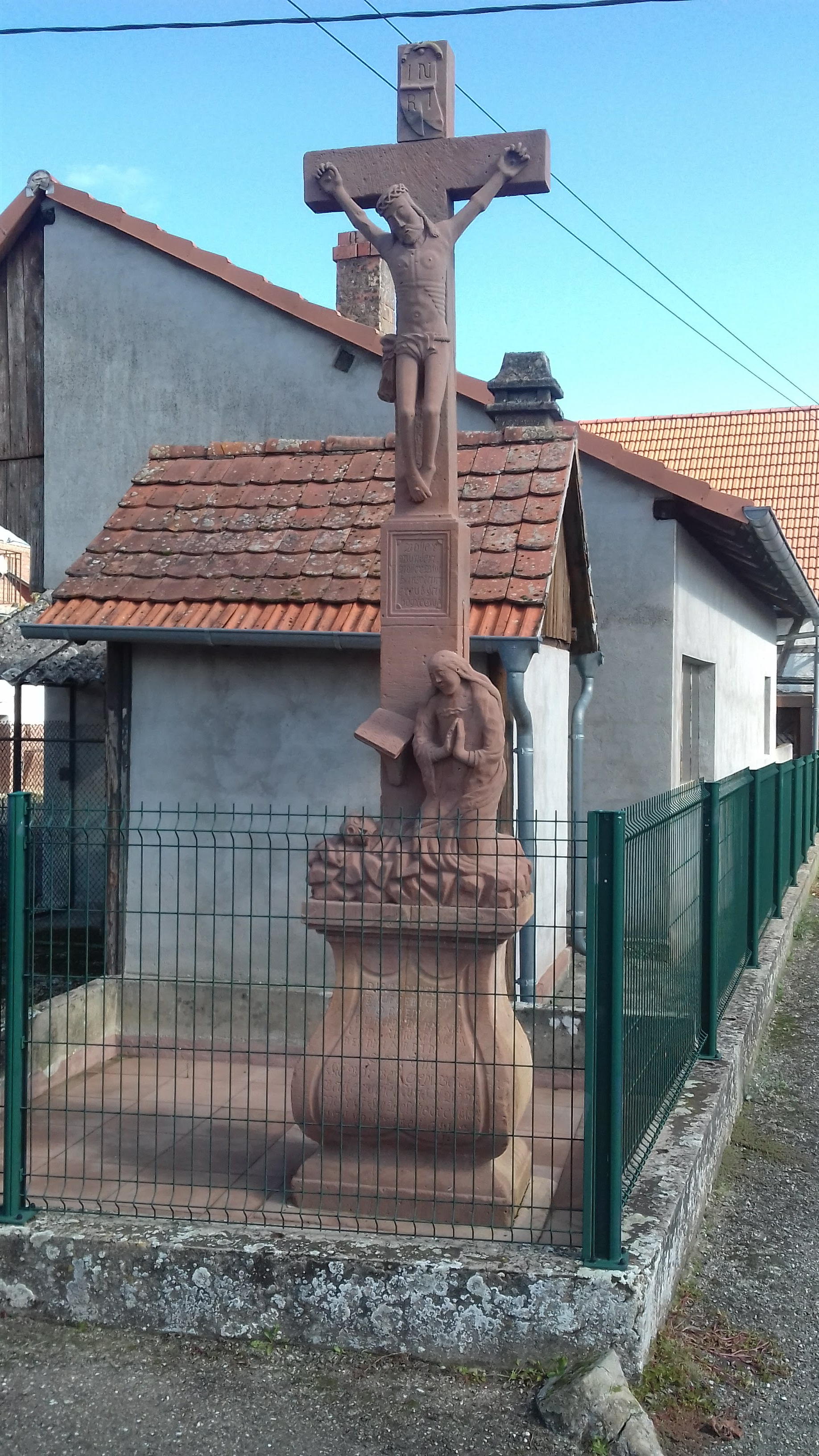
Calvaire rue lilas.
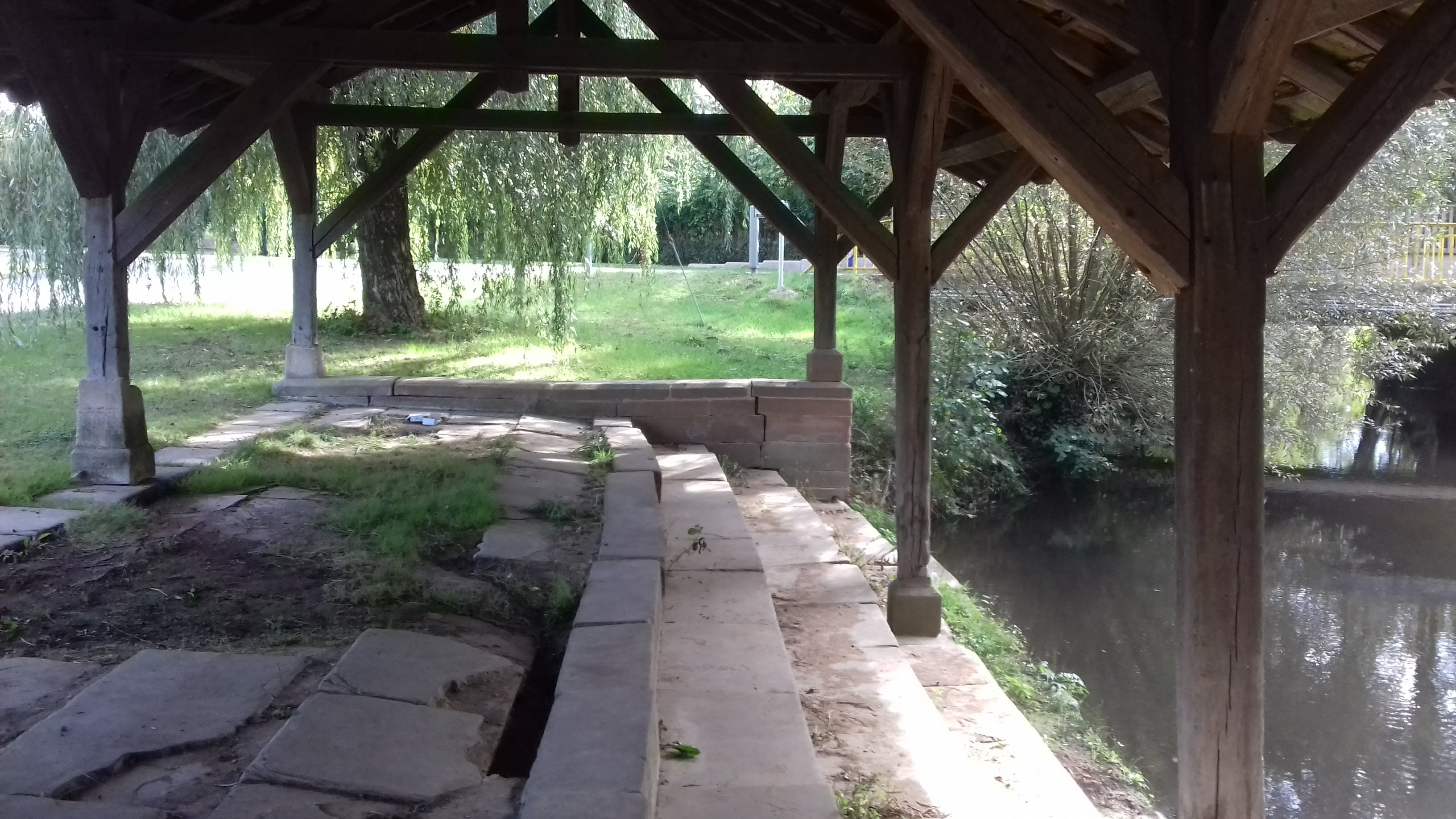
Lavoir Ouest.

- Église Saint-Michel[35],[36],[37].

Orgues de Joseph Stiehr (1857),,,,
Le mobilier de l'église paroissiale Saint-Michel.
* Croix monumentale,
* Maître-autel,
* Ensemble de 6 chandeliers du maître-autel,
* Tableau du maître-autel : saint Michel terrassant le dragon,
*  Ensemble de deux autels-retables secondaires,
* Ensemble de quatre tableaux des autels secondaires,
* Ensemble de 2 confessionnaux,
* Chaire à prêcher,
* Cloche,
* Ostensoir.
- Presbytère[53],[54].
- Grotte de Lourdes[55].
- Monument aux morts et monuments de commémoration[56],[57],[58].

Plaque commémorative de sept civils français fusillés à Gunstett impliqués dans la bataille de Woerth-Froeschwiller,
Mémorial 1914-1918 dans l'église,
Croix de cimetière,
Croix monumentale,
Croix de chemin,,,,,,
Calvaires.
- Le verger conservatoire de la poire[68], composé de 300 arbres et de 250 variétés différentes.
- Deux lavoirs :

un à l'entrée du village en venant de Morsbronn-les-Bains,
l'autre, élevé en 1871 rue du lavoir, en bordure de la Sauer, sur le ban communal de Gunstett,, dans l'impasse de la rivière. L'opération de restauration est soutenue par la Fondation du patrimoine,.

## Événements et fêtes à Gunstett
- Dernier week-end d'août : messti du village.
- Marché aux puces de Gunstett le 3e semaine de mai.

### Personnalités liées à la commune
- Le curé Paul Winninger qui a créé en 1980 le verger école et conservatoire de Gunstett[75].
- Le curé de Gunstett Alois Debes (1839-1895)[76].

### Héraldique
| Blason de Gunstett | Blason  | D'azur à Saint Michel d'or terrassant le dragon du même. |
| Blason de Gunstett | Détails |                                                          |